# Мани (коммуна)
Мани́ (фр. Masny) — коммуна во Франции, регион О-де-Франс, департамент Нор, кантон Аниш, в 11 км к востоку от Дуэ и в 34 км к югу от Лилля, в 5 км от автомагистрали А21 «Рокада Миньер».
Население (2017) — 4 143 чел.

## Достопримечательности
- Церковь Святого Мартина XVIII—XIX веков
- Остатки замка, построенного в 1337 году шевалье Вотье де Мани, «солдатом удачи» начала Столетней войны и самым известным уроженцем Мани

## Экономика
В 1895—1971 годах угольная компания Аниш добычу угля из шахты Вюймен в Мани.
Структура занятости населения:
- сельское хозяйство — 0,9 %
- промышленность — 4,1 %
- строительство — 5,9 %
- торговля, транспорт и сфера услуг — 43,2 %
- государственные и муниципальные службы — 46,0 %

Уровень безработицы (2017) — 23,6 % (Франция в целом — 13,4 %, департамент Нор — 17,6 %). 

Среднегодовой доход на 1 человека, евро (2017) — 16 630 (Франция в целом — 21 110, департамент Нор — 19 490).

## Демография
Динамика численности населения, чел.

## Администрация
Пост мэра Мани с 2020 года занимает Лионель Фонтен (Lionel Fontaine). На муниципальных выборах 2020 года возглавляемый им левый список одержал победу, набрав во 2-м туре 58,56 % голосов.
| Период | Период | Фамилия        | Партия                  | Примечания |
| ------ | ------ | -------------- | ----------------------- | ---------- |
| 1977   | 2008   | Клод Шафер     | Разные левые            |            |
| 2008   | 2020   | Полетт Готье   | Социалистическая партия |            |
| 2020   |        | Лионель Фонтен | Разные левые            |            |

## Города-побратимы
- Любско, Польша

## Галерея

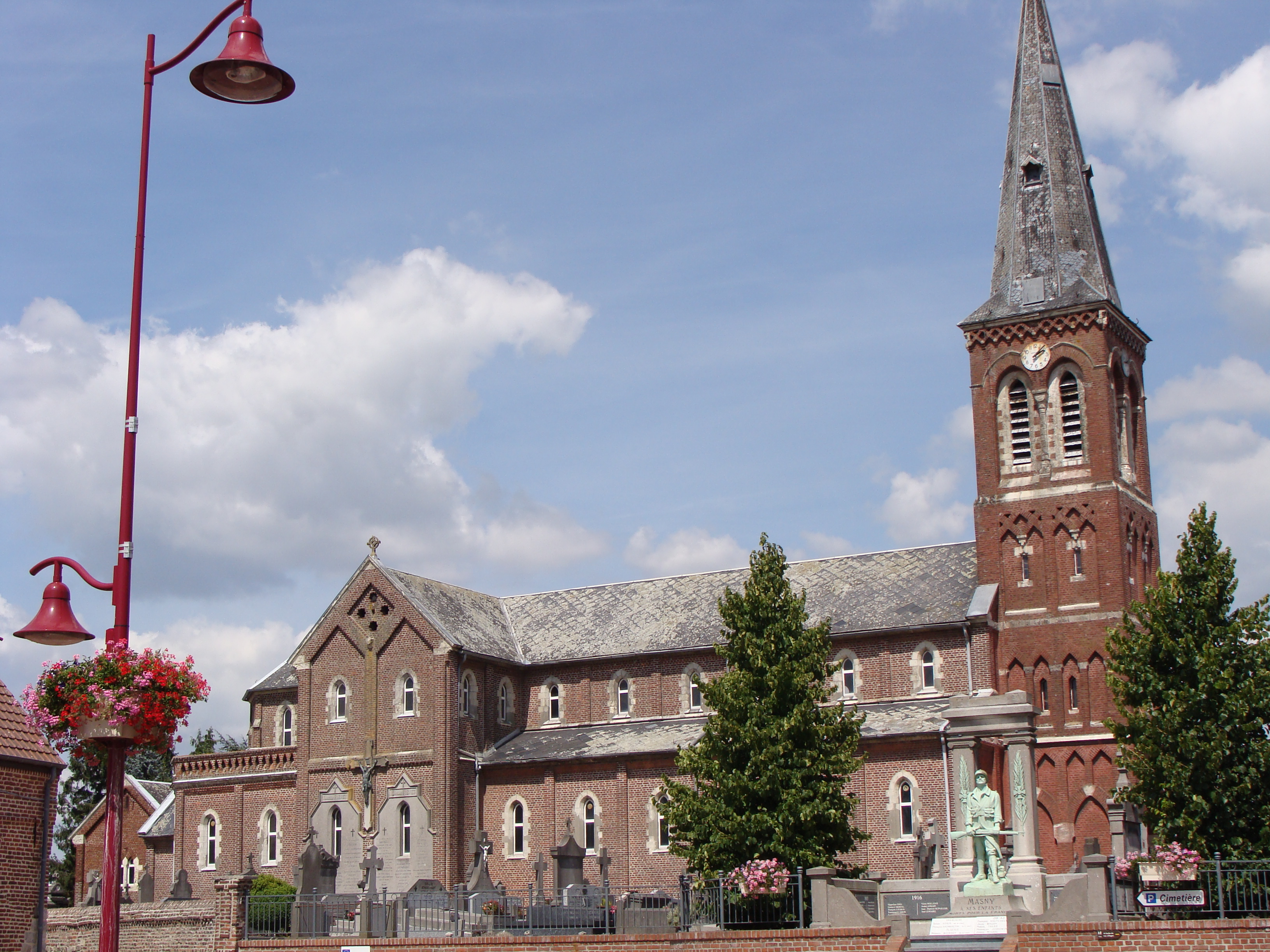
Церковь Святого Мартина